# 1,7-Heptandiol
1,7-Heptandiol ist eine chemische Verbindung aus der Gruppe der Alkandiole.

## Gewinnung und Darstellung
1,7-Heptandiol kann durch Reduktion von Pimelinsäure (Heptandisäure) in einem Lösungsmittel wie Tetrahydrofuran oder Ethanol gewonnen werden.

## Eigenschaften
1,7-Heptandiol ist ein hellgelbe klare Flüssigkeit, die löslich in Wasser ist.

## Verwendung
1,7-Heptandiol wird als Zwischenprodukt bei der Herstellung von Arzneistoffen und anderen chemischen Verbindungen verwendet.
Durch Reaktion mit Thionylchlorid kann 1,7-Dichlorheptan dargestellt werden. Durch Reaktion von 1,7-Heptandiol mit Bromwasserstoffsäure kann 1,7-Dibromheptan gewonnen werden.